# Anne de Noüe
Anne de Noüe (1587-1646) est un jésuite français connu pour ses travaux missionnaires avec Paul Le Jeune en Nouvelle-France.

## Biographie
Il est le fils d'un gentilhomme, seigneur de Villers en Prayière, château et village situés à six lieues de la ville de Reims. Dans sa jeunesse, il fut un page de la cour  et, à l'âge de 30 ans, il entra dans la compagnie de Jésus. 
Il arriva à Québec le 14 juillet 1626, fit cette même année la mission des Hurons, et retourna en France, en 1629. Le 5 juillet 1632, de retour à Québec avec le père Le Jeune, il se mit à l'étude de la langue montagnaise ; mais voyant que sa mémoire ne lui permettait pas d'apprendre les langues, il se voua tout entier au service des Amerindiens à Notre-Dame-des-Anges. Il alla passer l'hiver de 1643 avec le père Le Jeune au fort de Richelieu (aujourd'hui Sorel). 
Le 30 janvier 1646, étant parti des Trois-Rivières pour se rendre à ce fort, le père, surpris par la tempête, s'égara dans les îles du lac Saint-Pierre, et ne fut retrouvé que le 2 février suivant, à près de quatre lieues au-dessus du Richelieu. Un soldat du fort qui, avec deux hurons, s'était mis à sa recherche, vit au cap nommé de Massacre à une lieue plus haut que Richelieu, un endroit où il s'était reposé. 
Trois lieues plus haut, vis-à-vis l'île Plate et la terre ferme, entre deux petits ruisseaux, ils trouvèrent son corps gelé sur la terre découverte, en ayant vidé la neige en rond ou en cercle ; son chapeau et ses raquettes étaient auprès de lui, il était penché sur le bord de la neige relevée, il avait les yeux ouverts, regardant vers le ciel et les bras en croix sur sa poitrine. 
Il fut inhumé aux Trois-Rivières en février de 1646, à l'âge de 63 ans, dont il avait passé 33 ans en religion. Il est le deuxième père jésuite mort au service des missions. L'écrivain Adolphe-Basile Routhier a composé un poème en sa mémoire.

## Hommages
Une rue a été nommée en son honneur dans l'ancienne ville de Sainte-Foy, en 1962, maintenant présente dans la ville fusionnée de Québec 